# 香港調景嶺中學

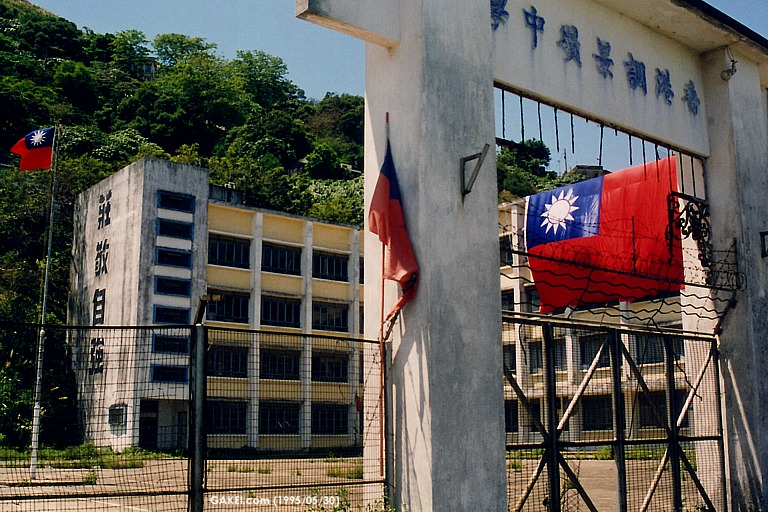
香港調景嶺中學

香港調景嶺中學（英語：Hong Kong Rennie's Mill Middle School），簡稱嶺中，又名大坪中學，為一所已關閉的中學，位於香港新界調景嶺清拆前的大坪，現已拆卸，原址於2001年重建為彩明苑，現址大概為港澳信義會明道小學附近。
嶺中的前身是香港社會局調景嶺營兒童學校，開始時開辦幼稚園和小學，1952年開辦初中。自1953年經台灣救總接管後擴建，1955年名命為調景嶺中學。校名由前中國國民黨元老谷正綱先生題字。該校校徽以紅、白、藍三色和梅花為標誌。紅色代表熱誠、白色代表純樸、藍色代表堅毅，梅花代表堅韌和大無畏精神。校訓是勤、毅、誠、樸。
每逢雙十節，該校會變成中華民國國慶大會所在地，調景嶺所有學校都會派學生參與。

## 歷史
- 1953年秋：調景嶺中學前身香港社會局調景嶺營兒童學校增設初中部。
- 1955年：辦學團體轉為港九各界救濟調景嶺難民營委員會（其隸屬單位為「港九難胞救援總會」，同時隸屬中華民國僑務委員會），更名為香港調景嶺中學，為香港私立中學，同時在中華民國教育部註冊。
- 1957年：增設高中部。
- 1964年8月：兩層高新校舍落成，內有24間課室、禮堂 、圖書館、理化生物實驗室及校長教職員辦公室。
- 1972年至1976年：建成3層高校舍，作為打字教學、電視課室及師生宿舍，1976年在其上加建一層。
- 1979年：增設中學英文部。
- 1983年：增設職業選修科目。
- 1992年：因調景嶺拆卸關係而停辦小學部。
- 1993年：香港調景嶺中學因調景嶺拆卸關係而停辦。港九各界救濟調景嶺難民營委員會為配合香港主權移交而成立景嶺教育文化基金會，基金會獲香港政府於將軍澳（康盛花園附近）撥地建校。新校命名為景嶺書院，但已經失去了昨日的政治色彩。

## 歷任校長
- 談文煥（1950年－1954年），香港政府社會局調景嶺營兒童學校，社會局駐調景嶺營辦事處副主任兼任
- 方適存（1954年－1955年），社會局駐調景嶺營辦事處主任兼任
- 謝伯昌（1955年－1955年8月），社會局調景嶺營調景嶺營中學，港九救委會主任委員兼任
- 李汶（1955年9月－1961年7月）
- 謝伯昌（1961年7月－1963年2月），該校董事長兼任
- 王樅（1963年3月－1966年7月）
- 王承斌（1966年7月－1967年2月）
- 鍾永熾（1967年3月－1970年6月）
- 朱文升（1971年1月－1977年12月）
- 朱夢曇（1977年12月－1978年7月）
- 朱盛荃（1978年8月－1982年1月）
- 沈亦珍（1982年2月－1982年7月），該校董事長兼任
- 譚偉鴻（1982年8月－1983年8月）
- 張世傑（1983年9月－1992年）

## 著名/傑出校友
- 黃元申（1962年小六）：前香港男演員[2]
- 宋本中：香港電影工作者
- 李國祥（1978年小六及初中）：已故香港歌手[3][4]
- 魏綺清（1981年中六）：香港電台節目主持人及歌手[5]
- 陳海琪：香港唱片騎師（預科）
- 潘先儀（1980年中六）：前香港女藝人、1985年首屆亞洲小姐亞軍[6]
- 王國儀：前西貢區翠林區議員
- 劉義章：建道神學院義務副教授[7]

## 外部連結
- 調景嶺中學非官方網頁 （页面存档备份，存于）
- 調景嶺中學簡史 （页面存档备份，存于）
- 調景嶺校友會
- 從香港調景嶺中學到景嶺書院 （页面存档备份，存于）－香港中文大學教育學院